# Robòtica educativa
La robòtica educativa és una de les àrees amb més expansió des de la dècada dels setanta. Consisteix en un sistema d'aprenentatge interdisciplinari que fa ús de robots com a fil conductor transversal per a potenciar el desenvolupament d'habilitats i competències en l'alumnat.

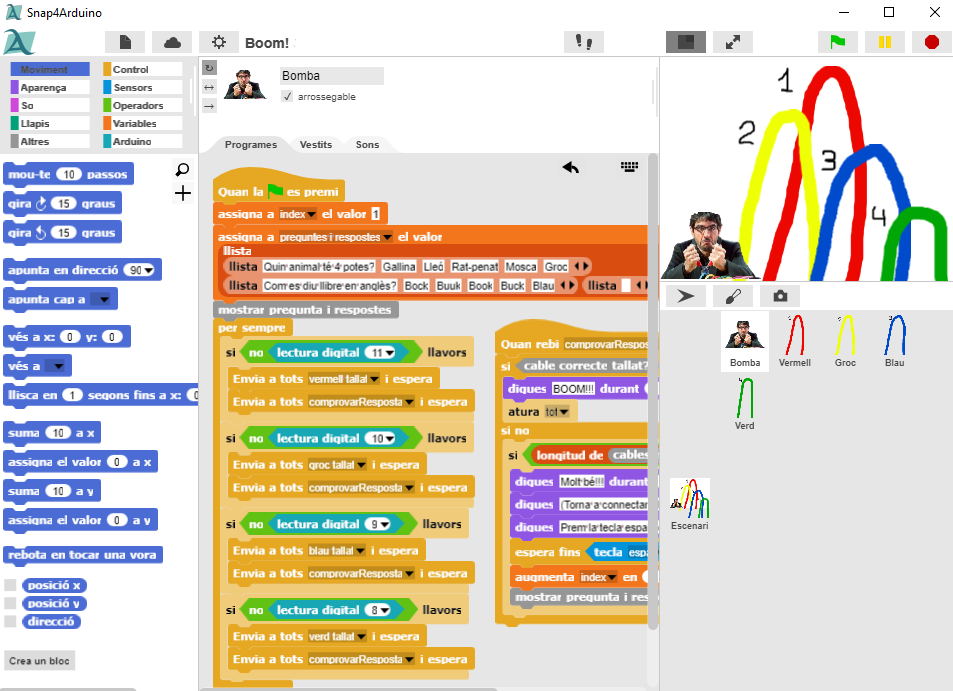
Captura de pantalla d'un projecte de robòtica educativa al qual un prototip electrònic interactua amb un entorn de programació lliure des de l'ordinador.

En parlar de robòtica educativa fem referència a la branca de la robòtica social, que és una de les disciplines i àmbits d'actuació de la robòtica en general. A l'àmbit educatiu s'hi inclou a l'ensenyament obligatori i part del no obligatori, a més d'aplicacions d'augment de democràcia i d'acció de la ciutadania, entre d'altres.
L'aprenentatge amb robòtica educativa es considera multidisciplinari i pedagògic, ja que amb la construcció i programació d'ordinadors de diferents enginys i robots l'alumnat desenvolupa habilitats creatives i resolutives, com és la realització d'hipòtesis, el pensament sistemàtic, lògic i estructural. També fomenta el treball col·laboratiu, per projectes, i entrena tant continguts de diferents matèries com les competències transversals. En fer ús de la robòtica educativa l'alumnat pot desenvolupar de forma pràctica i didàctica aquells continguts més abstractes.
Es considera que fomenta i forma part de les anomenades disciplines STEAM: ciència, tecnologia, enginyeria, art i matemàtiques.

## Història

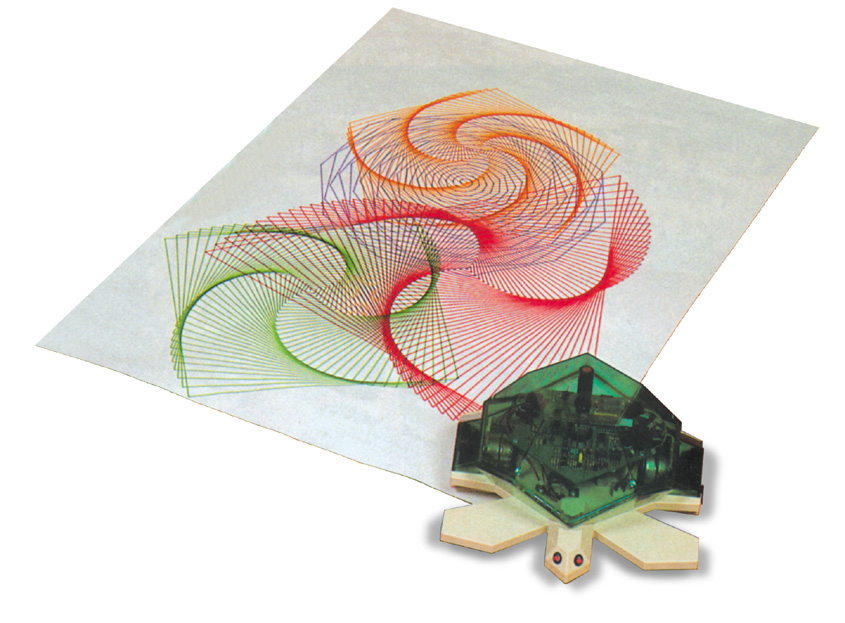
Versió moderna de la tortuga Logo

Per entendre l'evolució que la robòtica educativa ha seguit, primer cal saber d'on sorgeix el terme robot. Aquest s'atribueix al dramaturg xec Karel Čapek a partir de l'obra R.U.R. a l'any 1920, on aquesta paraula s'escrivia Robotnik.
Tot i això, aquest autor no va ser qui va inventar aquest terme, ja que el seu germà Josef, va escriure una carta al Diccionari Oxford anys enrere, on explicava que volia anomenar Labori, treball (del llatí), per encunyar aquest terme. Amb el pas dels anys, finalment es van decidir per roboti 'treball dur', terme que ha anat evolucionant fins a l'actualitat.
Mentre que, per una altra banda, la paraula robòtica, designada per descriure l'estudi d'aquest terme, va ser descrita per l'escriptor de ciència Isaac Asimov. Contenint àrees d'estudi com: mecatrònica, física i matemàtiques.
La robòtica educativa va tenir els seus inicis als anys 60 amb Seymour Papert, entre d'altres. Creador del llenguatge de programació LOGO, sorgit a conseqüència del seu treball conjunt amb investigadors del Laboratori de Mitjans del Massachusetts Institute of Tecnology (MIT) i la companyia LEGO. On es va combinar LOGO amb la construcció d'edificis i màquines amb blocs. Aquestes joguines van formar part de programes educatius a escoles durant els anys 80. Després d'aquesta companyia, altres com UdiGitalEdu - UdG, CLOQQ - Everis, Scratch o Arduino, han sigut les descendents de seguir desenvolupant materials per mantenir la robòtica educativa actualitzada a les noves tecnologies.
Actualment, aquesta aplicació s'ha anat desenvolupant en tot el món, cada vegada amb més intensitat. El fet d'utilitzar la robòtica a l'educació sembla una interessant via de motivació i d'interacció.

## Metodologia didàctica
La robòtica és una ciència que estudia el disseny i construcció de màquines destinades a fer tasques humanes o que requereixen l'ús de la intel·ligència. Són moltes les ciències i tecnologies a partir de les quals es du a terme, per tant això implica un ampli estudi i investigació de diversos coneixements. Així, apareix la robòtica educativa o pedagògica, com un mitjà d'aprenentatge basat en el disseny, construcció i creació de prototips robòtics amb finalitats pedagògiques. Aquesta aporta interdisciplinarietat i una expansió de contingut ja treballat a l'aula.
La robòtica es pot ensenyar mitjançant diversos enfocaments, és a dir, com a objecte d'aprenentatge i com a mitjà d'aprenentatge, de manera que els continguts es basen en la construcció, disseny i programació de robots; o també, com a suport a l'aprenentatge, en el qual els robots s'empren com a eina que facilita l'aprenentatge per indagació.
La metodologia de la robòtica educativa usada en les diferents etapes educatives, està basada principalment en la creativitat i la innovació. Al seu torn, propicia una metodologia activa, basada en el "learn by doing", sent els alumnes els que s'impliquin en el seu propi aprenentatge i realitzin la recerca d'informació en diferents disciplines. Les activitats proposades seran motivadores, han de fomentar la cooperació i l'autonomia, entre d'altres capacitats. Ofereix a més una sèrie d'estratègies perquè siguin els propis alumnes els que resolguin els problemes. Aquesta pretén ensenyar i aprendre de manera lúdica i mitjançant el joc.
El treball col·laboratiu és una de les estratègies didàctiques més efectives en robòtica, ja que és tracta d'aconseguir un objectiu comú treballant en equip. L'estructura d'aquesta activitat és flexible i oberta, la recerca d'informació, l'experimentació, l'exploració, la planificació, el disseny i el desenvolupament de prototips robòtics són lliures. Aquesta metodologia aporta aprenentatge per indagació, profunditzant més en el tema i això requereix un esforç major.
Un curs de robòtica educativa s'inicia mitjançant el plantejament, per part del professor, d'un repte perquè els alumnes el resolguin. Per a això, s'utilitzen materials didàctics com: parts mecàniques, components electrònics i peces de subjecció; aquests materials, recolzats amb eines informàtiques, permeten generar prototips programables perquè compleixin amb tasques que resolguin la problemàtica plantejada en el repte. D'aquesta manera, el procés de concepció, disseny, armat i posada en marxa del prototip enriqueix el procés d'aprenentatge de l'alumne.
Seguint la teoria de Howard Gardner sobre les intel·ligències múltiples, la robòtica educativa busca que es garanteixi la possibilitat d'oferir a cada estudiant una atenció personalitzada i desenvolupar les intel·ligències que més interessin. Aquesta teoria planteja, per tant, una visió plural de la intel·ligència, reconeixent en ella diverses facetes, de manera que es dedueix que cada persona posseeix un potencial cognitiu diferent.

### Activitats

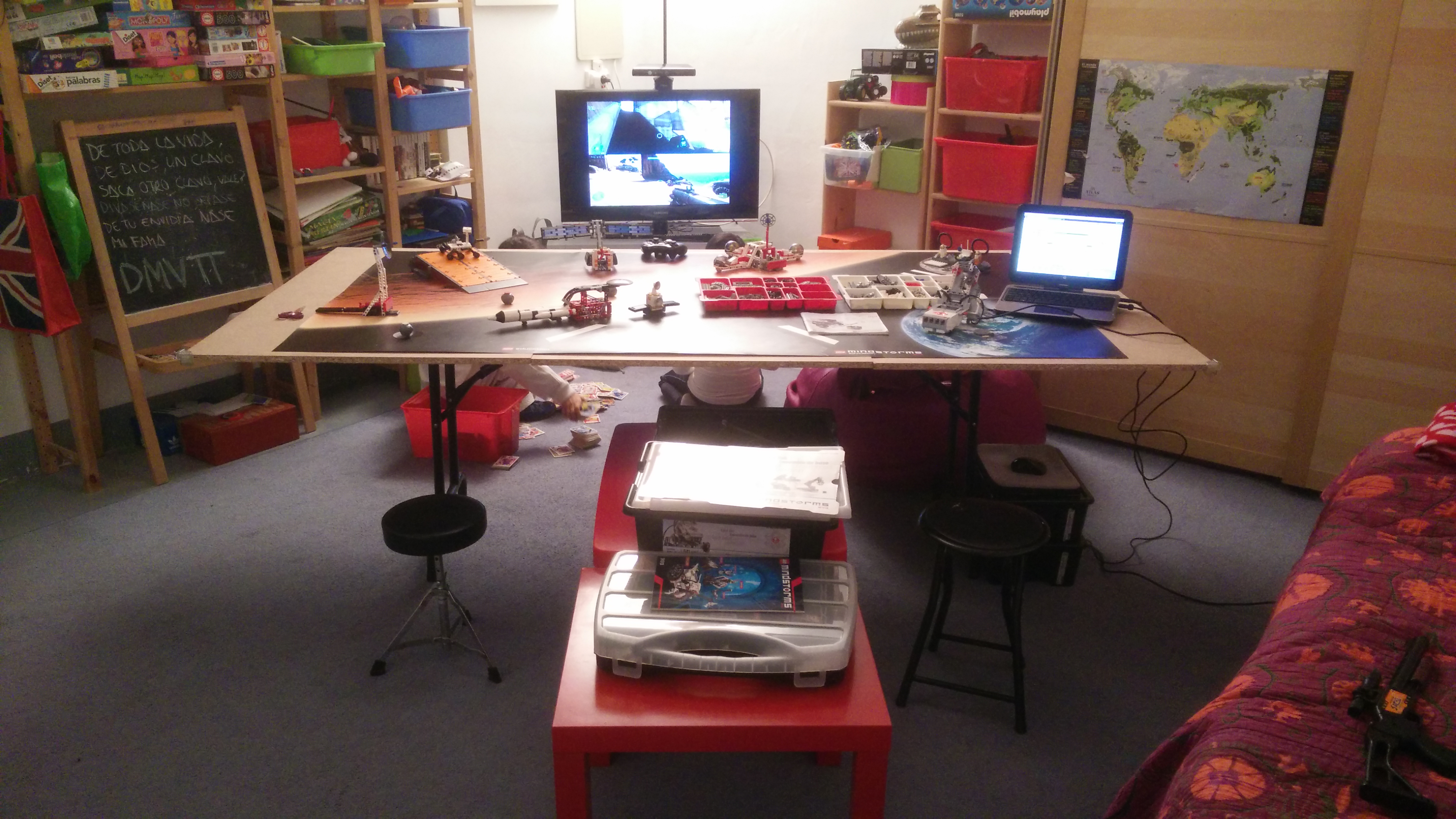
Aula de robòtica educativa

Per poder desenvolupar activitats educatives mitjançant la robòtica es pot seguir, per exemple, l'espiral del pensament creatiu que proposa per Mitchel Resnick amb la finalitat de promoure el desenvolupament de la creativitat. Segons ell, es pot dividir l'activitat en diverses fases per facilitar el desenvolupament d'aquesta i diferenciar-ne les tasques a realitzar a cada moment.
Les fases en què Resnick divideix una activitat de robòtica educativa són les següents: dissenyar, construir, programar, provar i documentar i compartir.
- Dissenyar: primerament, hem de pensar quina necessitat volem cobrir, és a dir, què és el que volem que faci el robot i quina funció ha de tenir aquest. És en aquest punt on s'ha de pensar com serà i fer un esbós del disseny. Això ho podem fer: utilitzant exemples de la realitat (imitació) o utilitzant la imaginació per a crear quelcom de nou. És recomanable crear la idea en un medi físic, per exemple: dibuixar en un full.[12]
- Construir: en aquests punt es procedeix a la construcció del robot.[12]
- Programar: en aquesta part del procés, es programa el robot per tal que desenvolupi la tasca desitjada mitjançant un software senzill adaptat a les capacitats dels alumnes.[12]
- Provar: la part més divertida és aquesta, ja que els alumnes han de provar que el robot pugui acomplir la tasca per la qual ha estat creat, i en cas contrari fer les modificacions pertinents.[12]
- Documentar i Compartir: un cop sabem que el robot construït funciona, hem d'especificar com i amb què l'hem construït no només la part de programació sinó també la part exterior des de materials a aspecte. Després, s'ha de compartir perquè tothom tingui accés al model de robot construït i pugui construir-lo, si cal.[12]
- Presentar: s'exposa el prototip creat com a alternativa de solució al problema que s'evidenciava en l'entorn.

I abans de començar a desenvolupar les fases s'ha de desafiar els alumnes. Primer, s'organitzarà l'aula en equips segons el desenvolupament de competències i capacitats, i a més, es repartirà a cada grup un full per a que puguin fer una llista del materials que necessiten.

## Robòtica pedagògica, currículum i competències bàsiques

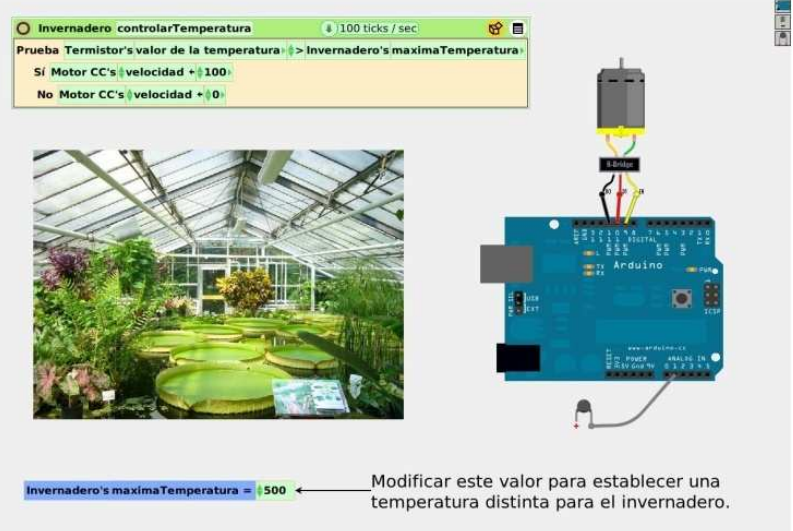
Projecte que inclou el control d'un hivernacle

A Catalunya el Departament d'Ensenyament ha inclòs els continguts de robòtica en els documents d'identificació i desplegament de les competències bàsiques en l'àmbit digital a l'Educació Primària i a l'Educació Secundària Obligatòria. També s'està aplicant aquest conjunt d'activitats en Formació Professional per adults.
La robòtica pedagògica té com a finalitat la d'explotar el desig dels estudiants per interactuar amb un robot per afavorir els processos cognitius. Martial Vivet proposa la següent definició de robòtica pedagògica: "És l'activitat de concepció, creació i posada en funcionament, amb fins pedagògics, d'objectes tecnològics que són reproduccions reduïdes molt fidels i significatives dels processos i eines robòtiques que són usats quotidianament, sobretot, en el medi industrial".
Aquesta disciplina promou i entrena les competències digitals, que són un conjunt de coneixements, capacitats, destreses i habilitats, en conjunció amb valors i actituds per tal d'obtenir uns objectius de coneixement tàcit, explícit en contextos i amb eines pròpies de la tecnologia.
A la llei orgànica de la millora de la qualitat educativa (LOMQE) es fa referència a les TIC com un element transformador del sistema educatiu. En l'educació primària apareix al Reial decret 126/2014 del 28 de febrer, una referència a les TIC dins de les assignatures troncals amb un currículum bàsic. Aquestes referències, es limiten tan sols a àrees d'informació i creació de continguts, deixant de banda programació i robòtica.

## Educació secundària a l'estat Espanyol

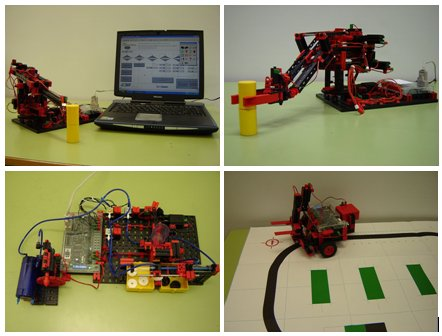
Exemples de màquines i robots programats a l'aula

El Reial Decret 3473/2000, de 29 de desembre, pel que es modifica el Reial Decret 1007/1991, de 14 de juny pel qual s'estableixen els ensenyaments mínims corresponents a l'Educació Secundària Obligatòria, en el marc de la Llei Orgànica d'Ordenació General del Sistema Educatiu d'Espanya (LOGSE), es van fixar els continguts sobre Control automàtic i robòtica dins l'educació secundària a Espanya.
Aquests continguts, tractats en la matèria de "Tecnologia", són:
- En tercer curs:
  - Bloc 4, Tecnologies de la informació. Llenguatges de programació i desenvolupament d'aplicacions.
  - Bloc 7, Control i robòtica. Màquines automàtiques i robots: automatismes. Arquitectura d'un robot. Elements mecànics i elèctrics perquè un robot es mogui.

- En quart curs:
  - Bloc 3, Tecnologies de la informació. L'ordinador com a dispositiu de control: senyals analògics i digitals. Adquisició de dades. Programes de control.
  - Bloc 6, Control i robòtica. Percepció de l'entorn: sensors emprats habitualment. Llenguatges de control de robots: programació d'ordinadors. Realimentació del sistema.
- En batxillerat:
  - Dues assignatures específiques-optatives:
    - Tecnologies industrials.
    - Tecnologies de la informació i la comunicació.

Paral·lelament, cada comunitat autònoma ha creat les seves normatives vigents en el que pertoca sobre les TIC, la robòtica i el pensament computacional al seu territori. Document que ministeri d'educació i formació professional arreplega a l'Octubre de 2018.

## Educació no formal
També és important, i cada vegada més, la robòtica educativa fora de l'aula, on tenim des d'activitats extraescolars en el propi centre escolar o fora d'aquest, o tallers puntuals en diferents llocs, com centres cívics, esplais o espais especialitzats en aquestes activitats.

### Concursos i lligues
En principi la robòtica educativa aposta pels valors cooperatius i col·laboratius, però hi ha concursos, campionats i competicions que, malgrat fomenten la competició, en principi tenen la intenció de tractar-se de trobades entre docents i alumnat, tant d'educació formal com no formal, interessats en la robòtica.
Destaquen, per exemple, la FIRST LEGO League, per a nois i noies fins als divuit anys, que és de les més antigues i conegudes a nivell internacional; la World Robot Olympiad, competició internacional també amb productes de la marca comercial LEGO i la ClauTIC League, una competició en línia i multimarca.
Als indrets de parla catalana hi ha la RobotSeny al Baix Montseny, la Robolot a Olot i la RoboCup, entre d'altres.

## Simuladors educatius de robots
Els simuladors educatius de robots són eines software que permeten reproduir diversos aspectes del comportament cinemàtic i/o dinàmic de manipuladors robòtics reals, amb la finalitat d'ajudar a l'usuari a entendre més fàcilment aquests aspectes. Normalment, aquestes eines ofereixen una representació gràfica virtual més o menys realista del robot simulat, i permeten a l'usuari interactuar en cert grau amb el robot mitjançant una interfície gràfica.

## Objectius i avantatges de la robòtica educativa
La robòtica educativa ofereix grans avantatges a l'alumnat en qualsevol de les etapes educatives en les que es treballa. Això, vol dir que posseeix uns clars i marcats objectius que l'alumnat ha d'aconseguir. Alguns d'aquests objectius són els següents:
1. Augmentar la participació activa dels alumnes en el seu propi procés d'aprenentatge, dotant a l'alumnat d'estratègia per a adquirir els seus propis coneixements.[25]
2. Desenvolupar el raonament, la lògica intuïtiva, la percepció espacial i la psicomotricitat fina.
3. Potenciar les seues capacitats en la resolució de problemes gràcies a l'oportunitat d'actuar sobre els objectes, és a dir, tots aquells conceptes abstractes i confusos deixen de ser-ho gràcies als experiments pràctics atès que ajuden a l'assimilació de conceptes.[25] L'alumnat és capaç de desenvolupar el pensament computacional, d'investigació i fomentar la seva creativitat i pensament creatiu.
4. Desenvolupar l'autonomia, l'autoestima (la timidesa deixa pas a l'autoconfiança quan veuen que poden fer tasques que semblaven impossibles al principi) i la motivació per vocacions científiques, creant-los una visió de la ciència i la tecnologia atractiva i dinàmica.[26]
5. Implantació del joc com un mitjà habitual de treball fomentant l'exploració de manera natural i relacionant el coneixement abordat en l'activitat lúdica amb el coneixement associat a la seua estructura cognoscitiva.[27][28]
6. Desenvolupar noves formes de comunicació i aprenentatge, que van més enllà dels mètodes tradicionals.
7. Aprendre a treballar en grup sent ells mateixos els qui decideixen les funcions que cada membre realitzarà a cada sessió i fomentant al seu torn el treball cooperatiu i en equip.[26]
8. Sentir la llibertat de cometre errors ja que així es millora la comprensió de problemes a través d'una font d'aprenentatge com és l'error.[26]
9. Desenvolupar les competències clau del currículum educatiu i les intel·ligències múltiples.
10. Facilitar un bon clima de treball on prevalgui el bon comportament, la concentració, el respecte i la responsabilitat amb el material.
11. Desenvolupar la comprensió i domini dels conceptes bàsics del llenguatge de programació amb la finalitat d'entregar instruccions al dispositiu de manera senzilla i ràpida.[25]
12. Atendre la diversitat, ja que aquest tipus de projectes ajuda a millorar a aquells que posseeixen certes dificultats en algunes assignatures.[29]
13. Aprendre a treballar de manera interdisciplinària ja que en la RE es demanden coneixements de diferents àrees (com la tecnologia, les matemàtiques, les ciències, entre d'altres...) integrats en la disciplina des d'una perspectiva tecnològica.[25] A tall d'exemple:[30]
  - Llengua: descripció amb paraules de la realització de l'experiment
  - Matemàtiques: resolució de problemes per mitjà del robot, a l'hora de programar
  - Música: treball de ritmes, melodies, sons, llocs d'escolta, mitjançant el robot
  - Ciències: potenciar la interacció amb el medi ambient i sobretot, el reciclatge
14. Conèixer l'impacte que provoca l'ús de les tecnologies en el medi ambient aprenent a donar un nou valor als elements de deixalla de les llars.[28]

## Aplicacions
La robòtica educativa té una implicació educativa des de les edats més primerenques. Primer s'han de construir els “models bàsics” representant objectes quotidians a través de la gamificació, fins que s'arriba als “models intermedis”, representant éssers o objectes de la natura. Una vegada s'han aconseguit els models anteriors, la ment està preparada per passar a la programació bàsica la qual permet programar moviments d'un model robòtic, crear unes instruccions per resoldre un problema. El següent nivell correspon a utilitzar el sistema de programació ”Scratch”, a partir del qual es poden crear històries interactives, animacions i jocs.
La finalitat d'aquestes joguines robòtiques és l'adquisició per part de l'alumnat d'habilitats i capacitats respecte al plantejament d'un problema i la resolució del mateix mitjançant la creació d'algoritmes, de manera que es construeixen experiències d'aprenentatge mentre es desenvolupa la competència digital, el pensament computacional, el treball col·laboratiu, entre d'altres, gràcies a la interpretació d'experiències reals i als seus coneixements previs.